# Bartolomeo Pepe
Bartolomeo Pepe (3 de novembro de 1962 - 23 de dezembro de 2021) foi um político italiano.

## Biografia
Integrante do Movimento Cinco Estrelas e depois da Federação dos Verdes, serviu no Senado da República de 2013 a 2018.
Antivaxxer declarado, Pepe opôs-se veementemente à vacinação obrigatória de crianças em idade escolar na Itália, apoiou a ideia de uma ligação entre vacinas e autismo e espalhou uma série de teorias da conspiração, como as relacionadas aos chemtrails. Após o início da pandemia de COVID-19, ele chamou a cobertura da mídia e as medidas de contenção de "histeria ridícula" e opôs-se à campanha de vacinação subsequente. Pepe faleceu de COVID-19 a 23 de dezembro de 2021, aos 59 anos.